# Iglesia de Nuestra Señora de los Remedios (Estremera)
La iglesia de Nuestra Señora de los Remedios es un edificio religioso situado en el municipio español de Estremera, perteneciente a la Comunidad de Madrid, cuya construcción data del siglo xvi.
Adquirida la villa de Estremera en 1568 por Ruy Gómez de Silva, este y su mujer Ana de Mendoza de la Cerda financiarían la construcción del templo en la localidad.
La iglesia fue declarada monumento histórico-artístico (antecedente de la figura de bien de interés cultural) mediante orden de 11 de mayo de 1982 (BOE de 28 de julio de 1982). Destaca el retablo mayor situado en la capilla de San José, ubicada a su vez en el crucero de la iglesia.